# 15 de outubro
15 de outubro é o 288.º dia do ano no calendário gregoriano (289.º em anos bissextos). Faltam 77 dias para acabar o ano.

## Eventos históricos

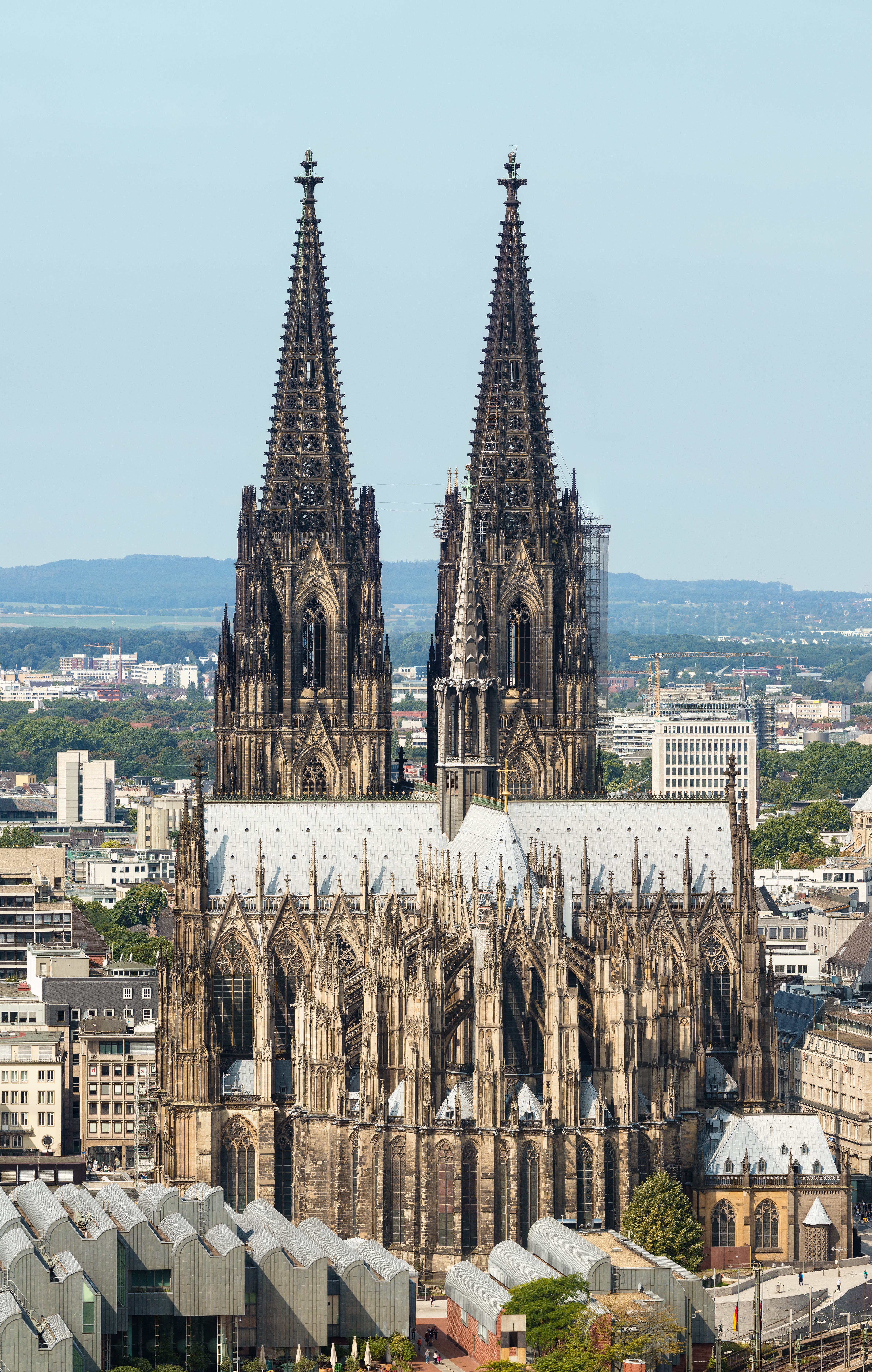
1880: Inauguração da Catedral de Colônia

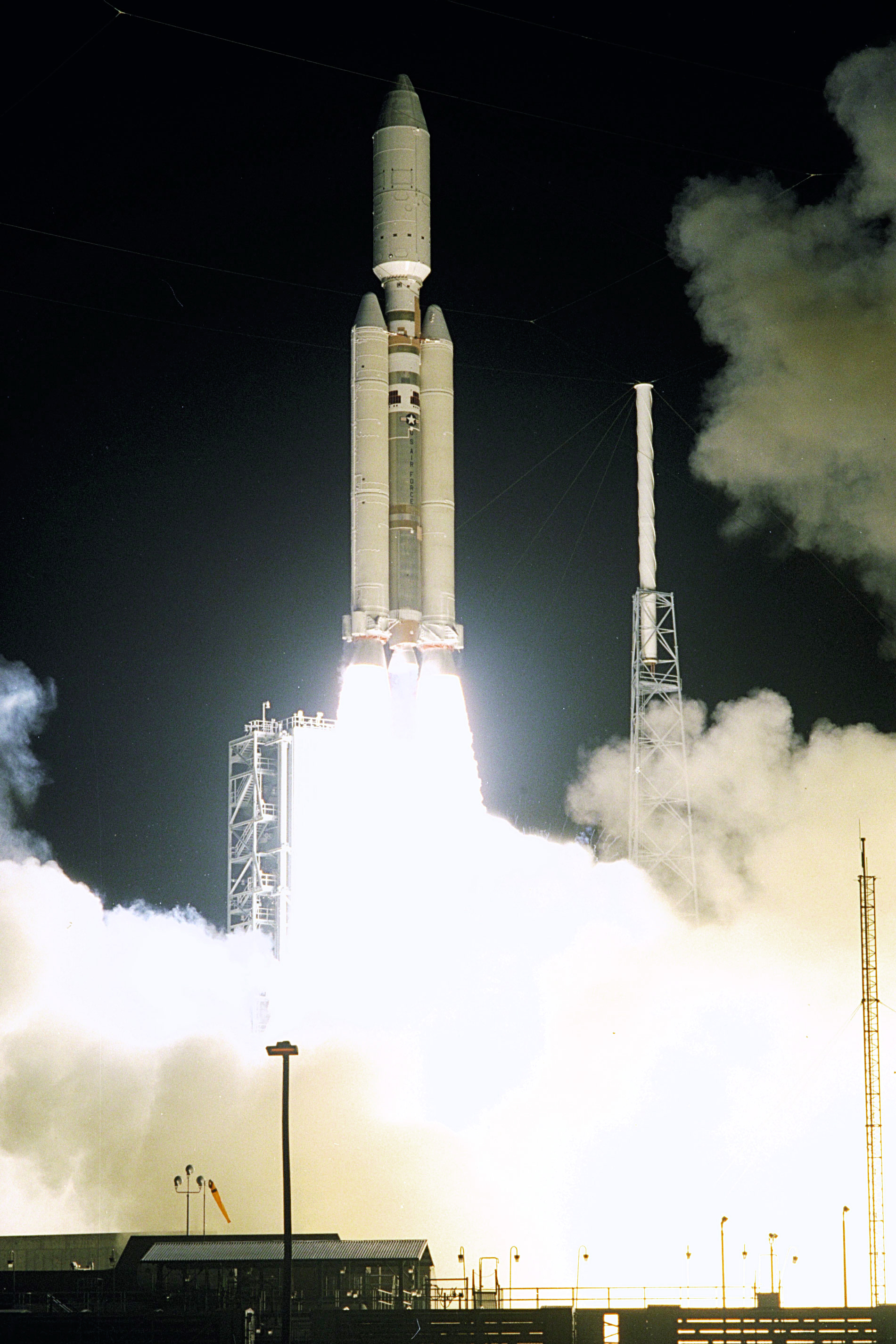
1997: Lançamento da sonda Cassini-Huygens.

- 1066 — Após a morte de Haroldo II na Batalha de Hastings, Edgar, o Etelingo é proclamado Rei da Inglaterra pelo Witan; ele nunca é coroado, e concede o poder a Guilherme, o Conquistador, dois meses depois.
- 1211 — O imperador latino Henrique da Flandres derrota o imperador de Niceia, Teodoro I Láscaris.
- 1385 — Batalha de Valverde, entre as forças portuguesas comandadas por Nuno Álvares Pereira e as tropas castelhanas. Vitória dos portugueses. Fim da Crise dinástica de 1383–1385.
- 1529 — O Cerco de Viena termina quando a Áustria derrota decisivamente as forças otomanas invasoras, encerrando sua expansão europeia.
- 1582 — Começa a mudança para o calendário gregoriano, levando a uma adoção quase universal.
- 1764 — Edward Gibbon é inspirado a começar o trabalho sobre A História do Declínio e Queda do Império Romano.
- 1783 — O balão de ar quente dos irmãos Montgolfier faz a primeira subida humana, pilotado por Jean-François Pilâtre de Rozier.
- 1793
  - Guerras Revolucionárias Francesas: início da Batalha de Wattignies, entre franceses e austríacos; que se prolongou até ao dia seguinte.
  - A rainha Maria Antonieta da França é julgada e condenada por traição.
- 1809 — O vice-rei do Rio da Prata, Baltasar Hidalgo de Cisneros, abre o porto de Buenos Aires para negociar com outras nações além da Espanha.
- 1815 — Napoleão Bonaparte é exilado para a ilha de Santa Helena.
- 1827 — Império do Brasil: o Observatório Nacional é inaugurado.
- 1863 — Guerra Civil Americana: o H. L. Hunley, o primeiro submarino a afundar um navio, afunda, matando seu inventor.
- 1864 — Império do Brasil: a princesa Isabel casa-se com o Conde D'Eu.
- 1878 — A Edison Electric Light Company inicia suas operações.
- 1880 — Na Alemanha, é celebrada a inauguração da Catedral de Colônia.
- 1888 — A carta "Do Inferno" supostamente enviada por Jack, o Estripador, é recebida pelos investigadores.
- 1894 — Alfred Dreyfus é preso por espionagem.
- 1897 — Chegada dos Maristas ao Brasil.
- 1904 — Guerra Russo-Japonesa: a Frota Russa do Báltico inicia uma viagem de sete meses ao Extremo Oriente.
- 1917 — Primeira Guerra Mundial: a dançarina holandesa Mata Hari é executada pela França por espionagem.
- 1928 — O dirigível, Graf Zeppelin, completa seu primeiro voo transatlântico, pousando nos Estados Unidos.
- 1940 — O presidente Lluís Companys da Catalunha é executado pelo governo franquista.
- 1944 — Segunda Guerra Mundial: a Alemanha substitui o governo húngaro depois que anuncia um armistício com a União Soviética.
- 1945 — O primeiro-ministro da França de Vichy, Pierre Laval, é executado por traição.
- 1946 — Adotada por unanimidade a Resolução 9 do Conselho de Segurança das Nações Unidas, relativa ao Tribunal Internacional de Justiça.
- 1951 — O químico mexicano Luis Ernesto Miramontes completa a síntese da noretindrona, à base de um contraceptivo oral precoce.
- 1954 — O furacão Hazel devasta a costa leste da América do Norte, matando 95 pessoas e causando inundações maciças no norte de Toronto.
- 1956 — Fortran, a primeira linguagem moderna de computador, é compartilhada pela primeira vez com a comunidade de codificação.
- 1962 — A CIA notifica o Departamento de Estado que mísseis balísticos soviéticos estão em Cuba, levando à crise dos mísseis de Cuba.
- 1969 — Golpe militar de 1964 no Brasil: é ordenada a reabertura do Congresso Nacional.
- 1979 — Um golpe de Estado em El Salvador derruba o presidente Carlos Humberto Romero e inicia a Guerra Civil Salvadorenha de 12 anos.
- 1987 — No Burquina Fasso, um golpe militar foi orquestrado por Blaise Compaoré contra o presidente em exercício Thomas Sankara.
- 1989 — África do Sul: Oito dos condenados no julgamento de Rivonia são libertados da prisão.
- 1990 — O líder da União Soviética, Mikhail Gorbachev, recebe o Prêmio Nobel da Paz por seus esforços para diminuir as tensões da Guerra Fria e abrir sua nação.
- 1991
  - O primeiro raio cósmico de ultra-alta energia é detectado.
  - Os líderes dos Estados Bálticos, Arnold Rüütel da Estônia, Anatolijs Gorbunovs da Letônia e Vytautas Landsbergis da Lituânia, assinaram a Ata Final da OSCE em Helsinque, Finlândia.
- 1994 — O governo Clinton devolve o primeiro presidente democraticamente eleito do Haiti, Jean-Bertrand Aristide, à ilha.
- 1995 — Saddam Hussein é reeleito presidente do Iraque por meio de um referendo.
- 1996 — Criação da GloboNews, o canal de notícias do Grupo Globo.
- 1997 — A sonda Cassini-Huygens é lançada de Cabo Canaveral, a caminho de Saturno.
- 2001 — A sonda Galileo da NASA passa a 112 milhas da lua de Júpiter, Io.
- 2003 — A China lança a Shenzhou 5, sua primeira missão espacial tripulada.
- 2005 — Assassinato de Jody Dobrowski
- 2013 — Um terremoto de 7,2 Mw em Bohol, atinge as Filipinas. Pelo menos 215 morreram.[1]
- 2008 — O Dow Jones Industrial Average fecha a 733,08 pontos, ou 7,87%, a segunda pior queda percentual na história do Dow.
- 2016 — Cento e noventa e sete nações alteram o Protocolo de Montreal para incluir uma eliminação progressiva de hidrofluorocarbonetos.
- 2020 — Em meio a protestos eleitorais, Sooronbay Jeenbekov renúncia ao cargo de presidente do Quirguistão e primeiro-ministro Sadyr Japarov declara-se presidente interino do país.[2]
- 2023 — No segundo turno das eleições gerais equatorianas de 2023, Daniel Noboa, da Ação Democrática Nacional, é eleito o presidente mais jovem da história do Equador.

## Nascimentos

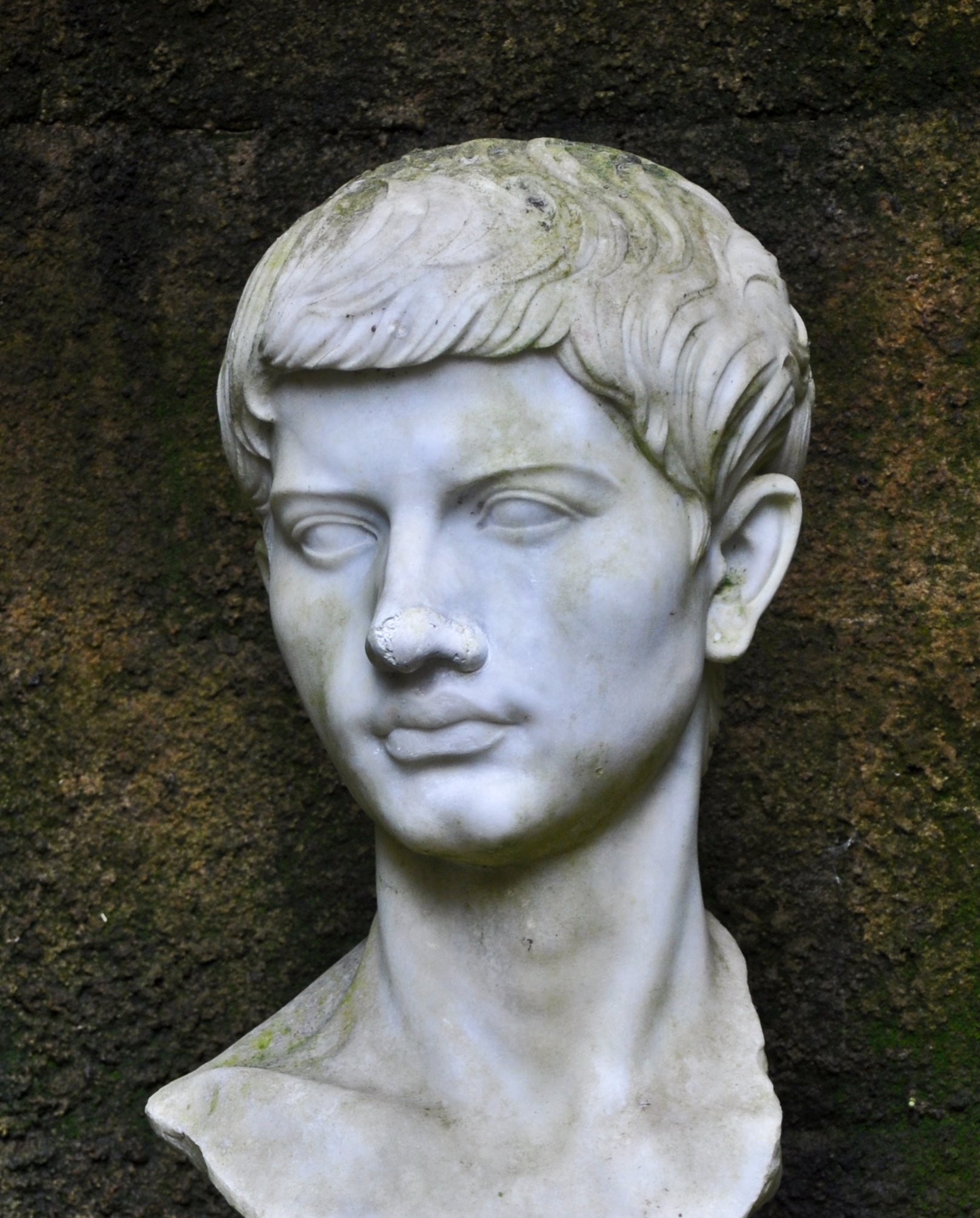
Virgílio

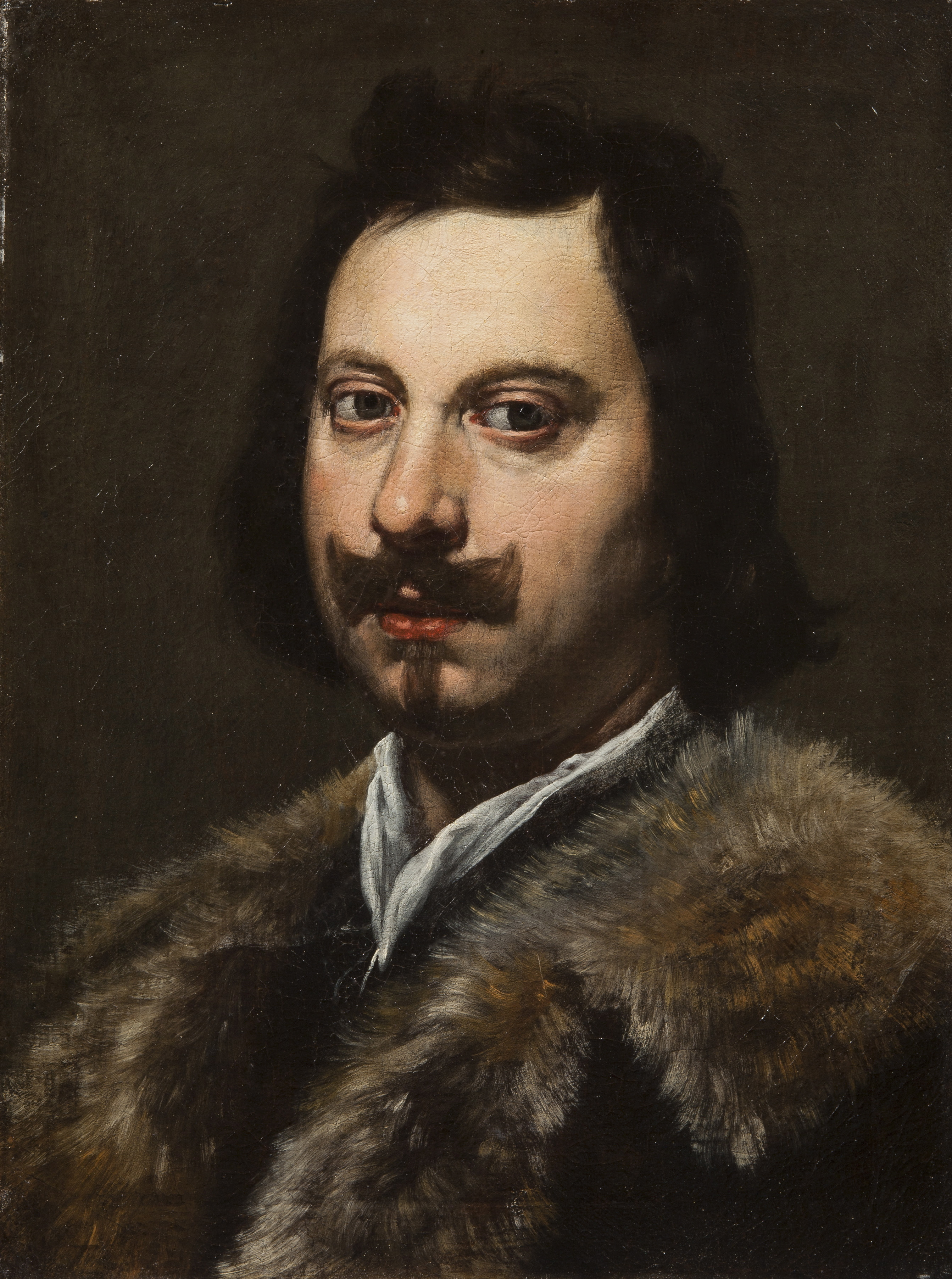
Evangelista Torricelli

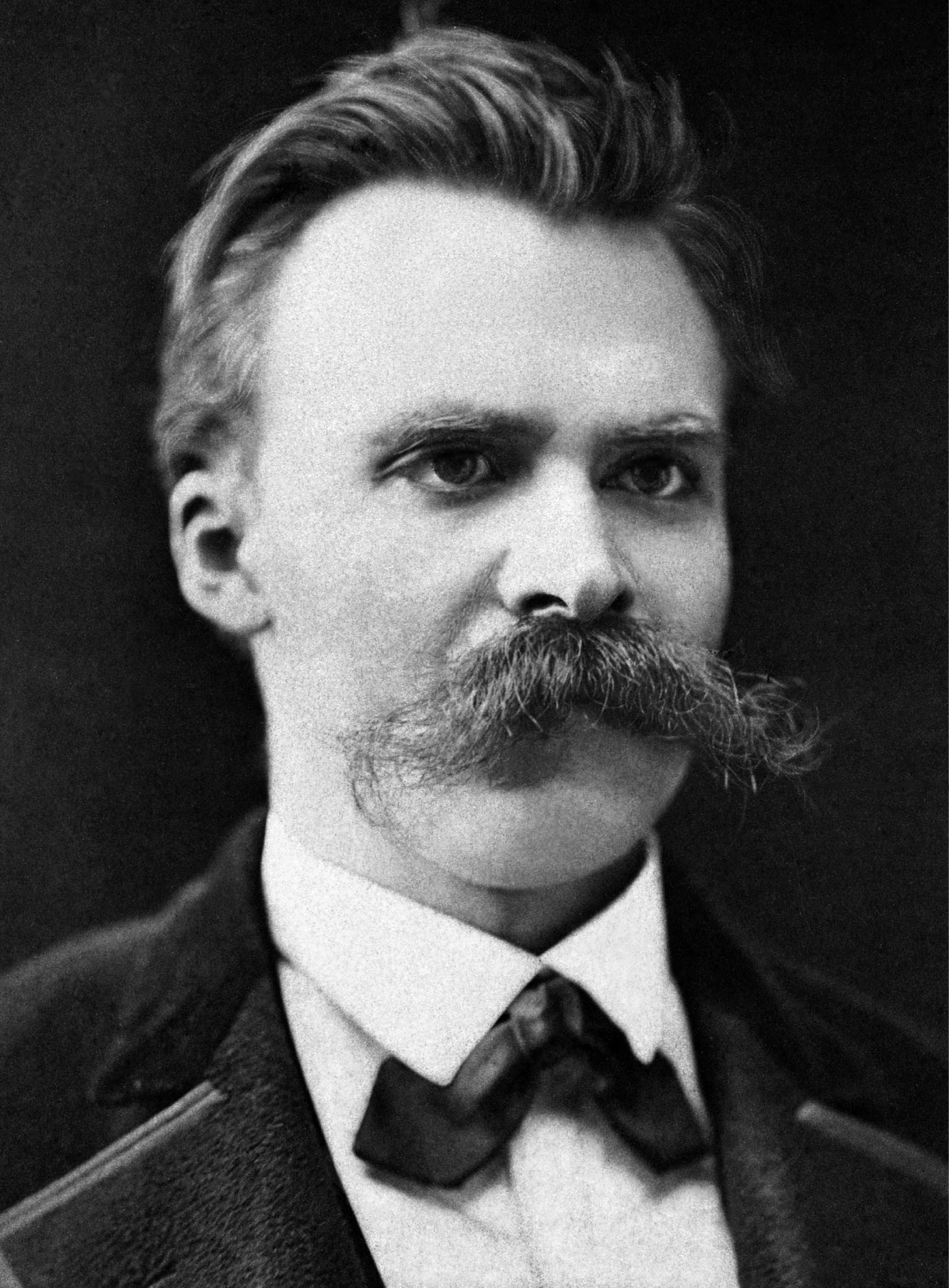
Friedrich Nietzsche

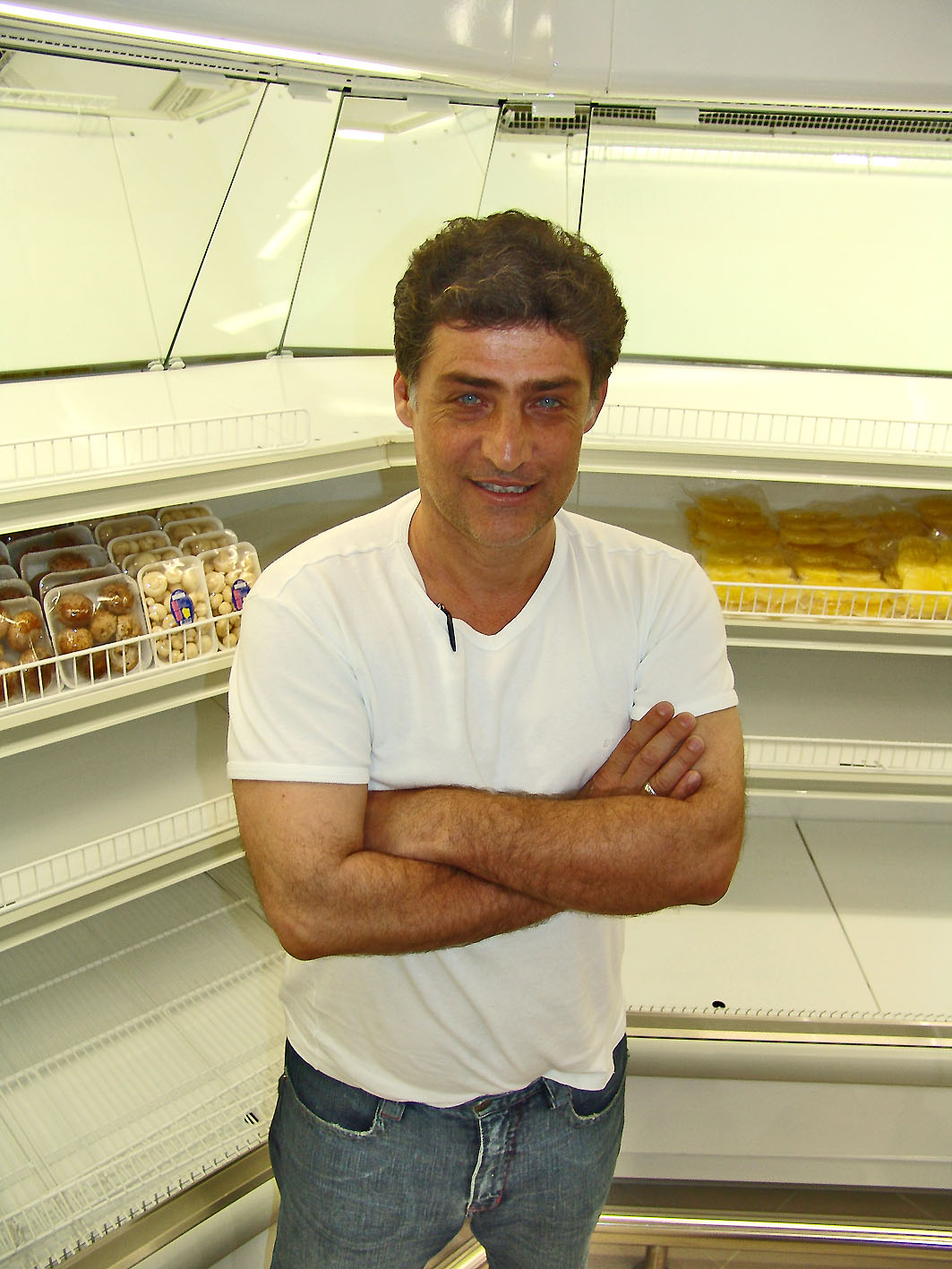
Giuseppe Oristanio

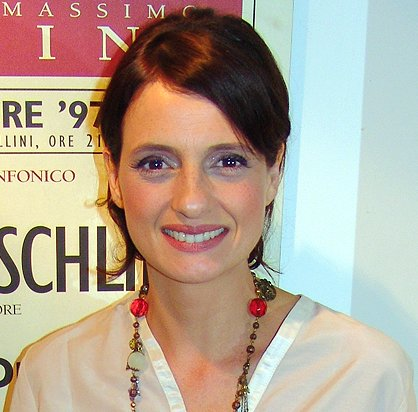
Denise Fraga

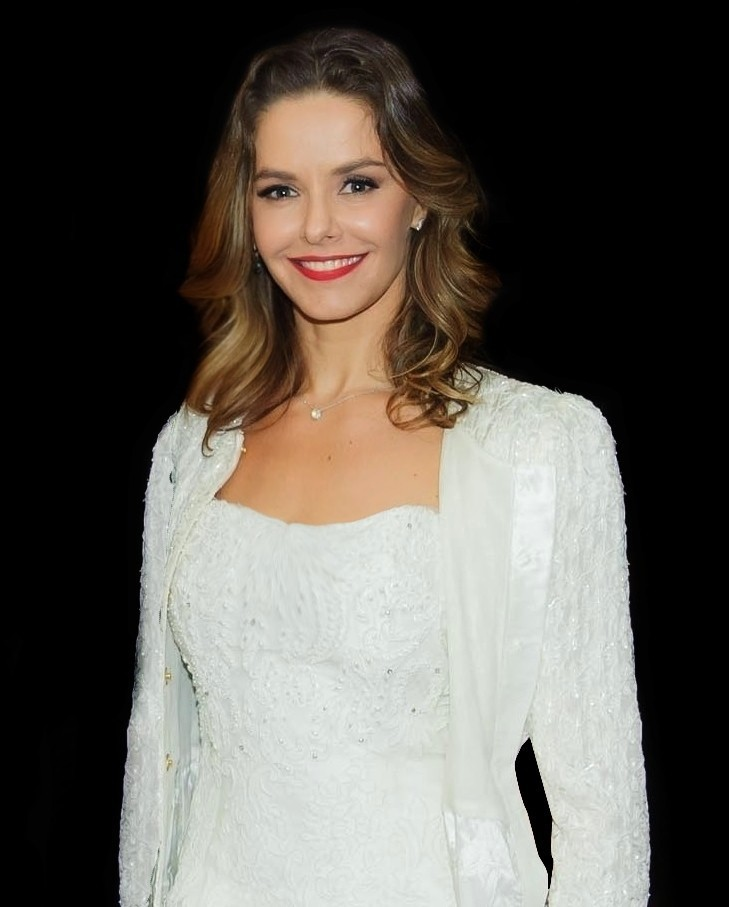
Bianca Rinaldi

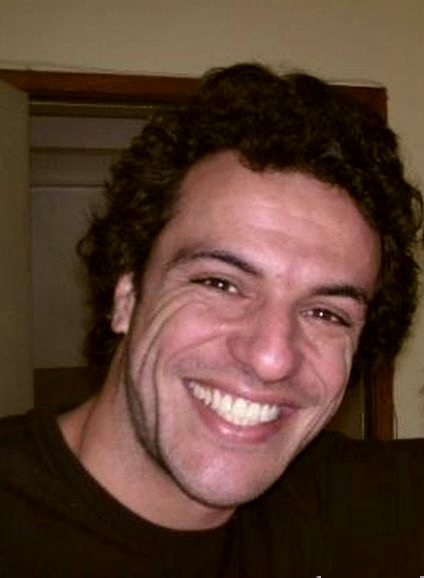
Rodrigo Lombardi

### Anteriores ao século XIX
- 70 a.C. — Virgílio, poeta e filósofo latino (m. 19 a.C.).
- 1527 — Maria Manuela, infanta de Portugal (m. 1545).
- 1561 — Martin Chemnitz, académico e jurista alemão (m. 1626).
- 1564 — Henrique Júlio, Duque de Brunsvique-Luneburgo (m. 1613).
- 1571 — Jacob Matham, gravador holandês (m. 1631).
- 1599 — Cornelis de Graeff, burgomestre holandês (m. 1664).
- 1605 — Maria de Bourbon, duquesa de Orleães (m. 1627).
- 1608 — Evangelista Torricelli, matemático e físico italiano (m. 1647).
- 1622 — Magnus Gabriel De la Gardie, chanceler real e militar sueco (m. 1686)
- 1692 — Alessandro Albani, diplomata, cardeal, bibliotecário e historiador italiano (m. 1779).
- 1711 — Isabel Teresa de Lorena, Rainha de Sardenha (m. 1741).
- 1733 — Cristiana de Brandemburgo-Bayreuth (m. 1757).
- 1795 — Frederico Guilherme IV da Prússia (m. 1861).

### Século XIX
- 1802 — Louis-Eugène Cavaignac, general francês (m. 1857).
- 1805 — Wilhelm von Kaulbach, pintor alemão (m. 1874).
- 1814 — Mikhail Lérmontov, poeta, dramaturgo e pintor russo (m. 1841).
- 1820 — Mariano Herencia Zevallos, político peruano (m. 1873).
- 1829 — Asaph Hall, astrônomo norte-americano (m. 1907).
- 1832 — Friedrich Tietjen, astrônomo alemão (m. 1895).
- 1840
  - Ferdinand Sarrien, político francês (m. 1915).
  - August Mau, arqueólogo alemão (m. 1909).
- 1844 — Friedrich Nietzsche, filósofo alemão (m. 1900).
- 1856 — Robert Nivelle, militar francês (m. 1924).
- 1861 — Heinrich Burkhardt, matemático alemão (m. 1914).
- 1863 — Leopoldo Salvador da Áustria (m. 1931).
- 1872 — Wilhelm Miklas, político austríaco (m. 1956).
- 1875 — Pedro de Alcântara de Orléans e Bragança (m. 1940).
- 1879 — Jane Darwell, atriz norte-americana (m. 1967).
- 1880 — Herman Glass, ginasta estadunidense (m. 1961).
- 1881 — Frederick McCarthy, ciclista canadense (m. 1974).
- 1883 — Karl Gustaf Vinqvist, ginasta sueco (m. 1967).
- 1891 — Burton Gillett, diretor e animador norte-americano (m. 1971).
- 1893 — Carlos II da Romênia (m. 1953).
- 1894 — Moshe Sharett, político israelense (m. 1965).
- 1898 — Boughèra El Ouafi, maratonista francês (m. 1959).
- 1899 — Adolf Brudes, automobilista alemão (m. 1986).
- 1900 — Mervyn LeRoy, ator, cineasta e produtor de cinema estadunidense (m. 1987).

### Século XX

#### 1901–1950
- 1901 — Enrique Jardiel Poncela, escritor e dramaturgo espanhol (m. 1952).
- 1905
  - Angelo Schiavio, futebolista e treinador de futebol italiano (m. 1990).
  - Ivan Eklind, árbitro de futebol sueco (m. 1981).
- 1908
  - José Maria Nicolau, ciclista português (m. 1969).
  - John Kenneth Galbraith, economista estadunidense (m. 2006).
- 1909 — Jesse Leonard Greenstein, astrônomo norte-americano (m. 2002).
- 1911 — Manuel da Fonseca, escritor português (m. 1993).
- 1912 — Ambrósio Fregolente, ator brasileiro (m. 1979).
- 1913
  - Xi Zhongxun, político e revolucionário chinês (m. 2002).
  - Wolfgang Lüth, militar alemão (m. 1945).
- 1914 — Mohammed Zahir Shah, rei afegão (m. 2007).
- 1915
  - Antônio Houaiss, escritor, tradutor, crítico, diplomata, filólogo, lexicógrafo e ensaísta brasileiro (m. 1999).
  - Yitzhak Shamir, político israelense (m. 2012).
- 1916 — Lúcia Helena, radialista brasileira (m. 1995).
- 1917 — Arthur M. Schlesinger Jr., historiador norte-americano (m. 2007).
- 1919
  - E. C. Tubb, escritor britânico (m. 2010).
  - Chuck Stevenson, automobilista norte-americano (m. 1995).
- 1920
  - Henri Verneuil, diretor de cinema francês (m. 2002).
  - Miguel Busquets, futebolista chileno (m. 2002).
- 1921
  - Al Pease, automobilista anglo-canadense (m. 2014).
  - Angelica Rozeanu, mesa-tenista romena (m. 2006).
  - Fernando Roldán, futebolista chileno (m. 2019).
- 1922
  - Agustina Bessa-Luís, escritora portuguesa (m. 2019).
  - Boubacar Joseph Ndiaye, escritor senegalês (m. 2009).
- 1923
  - Italo Calvino, escritor italiano (m. 1985).
  - Vittorio De Seta, cineasta italiano (m. 2011).
- 1924 — Lee Iacocca, industrial estadunidense (m. 2019).
- 1926
  - Michel Foucault, escritor e filósofo francês (m. 1984).
  - Jean Peters, atriz estadunidense (m. 2000).
- 1929 — Hubert Dreyfus, filósofo norte-americano (m. 2017).
- 1931
  - A. P. J. Abdul Kalam, engenheiro e político indiano (m. 2015).
  - Francisco Faus, presbítero e escritor católico hispano-brasileiro (m. 2025).
- 1932 — Therese Zenz, canoísta alemã (m. 2019).
- 1935 — Barry McGuire, cantor e guitarrista estadunidense.
- 1936 — Leonid Geyshtor, ex-canoísta bielorrusso.
- 1937
  - Shelley Mann, nadadora estadunidense (m. 2005).
  - Linda Lavin, atriz estadunidense (m. 2024).
- 1938 — Fela Kuti, multi-instrumentista, músico e compositor nigeriano (m. 1997).
- 1940
  - Benno Ohnesorg, ativista alemão (m. 1967).
  - Peter Doherty, médico veterinário e imunologista australiano.
- 1943 — Stanley Fischer, economista, banqueiro e professor universitário zambiano-israelense.
- 1944
  - Sali Berisha, político e médico albanês.
  - Haim Saban, produtor de televisão egípcio.
  - Claes Cronqvist, ex-futebolista sueco.
- 1945
  - Luiz Carlos Sá, cantor, compositor e violonista brasileiro.
  - Antonio Cañizares Llovera, cardeal espanhol.
  - Yusef Dris, escritor argelino.
- 1946
  - Richard Carpenter, músico, cantor e compositor estadunidense.
  - Georges Pintens, ex-ciclista belga.
- 1947 — László Fazekas, ex-futebolista e treinador de futebol húngaro.
- 1948 — Chris de Burgh, cantor e compositor irlandês.
- 1949
  - Thomas Bopp, astrônomo estadunidense (m. 2018).
  - Tanya Roberts, atriz e modelo norte-americana (m. 2021).

#### 1951–2000
- 1951
  - Roscoe Tanner, ex-tenista estadunidense
  - Rafael Vaganian, enxadrista armênio.
- 1952
  - Vahid Halilhodžić, ex-futebolista e treinador de futebol bósnio.
  - Martim Cabral, jornalista português.
- 1953
  - Larry Miller, ator e comediante estadunidense.
  - Tito Jackson, músico estadunidense (m. 2024).
- 1955
  - Tanya Roberts, atriz estadunidense (m. 2021)
  - Víctor Pecci, ex-tenista paraguaio.
  - Joaquín Caparrós, treinador de futebol espanhol.
  - Francisco Daniel Rivera Sánchez, bispo mexicano (m. 2021).
- 1957
  - Byafra, cantor e compositor brasileiro.
  - Marco Antonio Cornez, futebolista chileno (m. 2022).
  - Michael Caton-Jones, cineasta e produtor de cinema britânico.
- 1958 — Giuseppe Oristanio, ator brasileiro.
- 1959
  - Sara, Duquesa de Iorque.
  - Andy Holmes, canoísta britânico (m. 2010).
- 1960
  - Guga Stroeter, diretor, compositor e produtor musical brasileiro.
  - Pedro Luís, músico e cantor brasileiro.
- 1962 — Alexandra Byrne, figurinista britânica.
- 1963 — Stanley Menzo, ex-futebolista e treinador de futebol neerlandês.
- 1964
  - Denise Fraga, atriz brasileira.
  - Rodrigo Leão, músico e compositor português.
- 1965 — Ciro Bottini, apresentador de televisão, locutor, cantor, empresário e escritor brasileiro.
- 1966
  - Dinho, ex-futebolista brasileiro.
  - Jorge Campos, ex-futebolista mexicano.
- 1967
  - Götz Otto, ator alemão.
  - Gustavo Zapata, ex-futebolista argentino.
  - Phil Varone, músico norte-americano.
- 1968
  - Didier Deschamps, ex-futebolista e treinador de futebol francês.
  - Vanessa Marcil, atriz estadunidense.
- 1969
  - Vítor Baía, ex-futebolista e dirigente esportivo português.
  - Dominic West, ator britânico.
- 1970
  - Eric Benét, cantor estadunidense.
  - Zeb Atlas, ator e fisiculturista norte-americano.
- 1971
  - Andy Cole, ex-futebolista britânico.
  - Niko Kovač, ex-futebolista e treinador de futebol croata.
  - Stoycho Stoilov, ex-futebolista búlgaro.
- 1972
  - Carlos Checa, motociclista espanhol.
  - Sandra Kim, cantora belga.
  - Matt Keeslar, ator estadunidense.
  - Michél Mazingu-Dinzey, ex-futebolista e treinador de futebol congolês.
  - Serginho Cunha, ex-futebolista brasileiro.
  - Karla Álvarez, atriz mexicana (m. 2013).
- 1973
  - Aleksandr Filimonov, ex-futebolista russo.
  - Alex Nyarko, ex-futebolista ganês.
  - Hussein Al-Sadiq, ex-futebolista saudita.
- 1974
  - Bianca Rinaldi, atriz brasileira.
  - Alex Escobar, jornalista brasileiro.
  - Marlei Cevada, atriz e humorista brasileira.
  - Sergei Rublevsky, enxadrista russo.
- 1975
  - Claudecir, ex-futebolista brasileiro.
  - Serginho Escadinha, ex-voleibolista brasileiro.
- 1976
  - Rodrigo Lombardi, ator brasileiro.
  - Bruno Caliman, compositor brasileiro.
- 1977
  - David Trézéguet, ex-futebolista francês.
  - Patricio Urrutia, ex-futebolista equatoriano.
- 1978
  - Boško Balaban, ex-futebolista croata.
  - Chris Brown, ex-velocista bahamense.
- 1979
  - Paul Robinson, ex-futebolista britânico.
  - Olalla Cociña, escritora espanhola.
  - Jaci Velásquez, cantora estadunidense.
  - Māris Verpakovskis, ex-futebolista letão.
  - Gary Mason, ex-futebolista britânico.
- 1980
  - Carolina Costagrande, ex-voleibolista argentina.
  - Tom Boonen, ex-ciclista belga.
  - Miklós Ungvári, judoca húngaro.
- 1981
  - Elena Dementieva, ex-tenista russa.
  - Keyshia Cole, cantora britânica.
  - Mohamed Shawky, ex-futebolista egípcio.
- 1982
  - Kirsten Wild, ex-ciclista neerlandesa.
  - Jesse Witten, ex-tenista norte-americano.
- 1983
  - Bruno Senna, automobilista brasileiro.
  - Andreas Ivanschitz, ex-futebolista austríaco.
- 1984
  - Elize Ryd, cantora sueca.
  - Vyacheslav Glazkov, pugilista ucraniano.
- 1985
  - Marcos Martinez Ucha, automobilista espanhol.
  - Karolina Kowalkiewicz, lutadora polonesa de artes marciais mistas.
  - Scott Easthope, treinador de futebol australiano.
  - Beata Mikołajczyk, canoísta polonesa.
- 1986
  - Nolito, ex-futebolista espanhol.
  - Mariano, cantor brasileiro.
  - DongHae, músico e ator sul-coreano.
- 1987
  - Ariel Nahuelpan, futebolista argentino.
  - Serge Akakpo, ex-futebolista togolês.
  - Jesse Levine, ex-tenista estadunidense.
  - Ott Tänak, automobilista estoniano.
- 1988
  - Felipe Mattioni, ex-futebolista brasileiro.
  - Mesut Özil, ex-futebolista alemão.
  - Pablo Vegetti, futebolista argentino.
- 1989
  - Alen Pamić, futebolista croata (m. 2013).
  - Vincent Le Goff, ex-futebolista francês.
- 1990
  - Brennan Mejia, ator norte-americano.
  - Katy Sealy, atleta belizenha.
- 1991 — Hansell Riojas, futebolista peruano.
- 1992
  - Ncuti Gatwa, ator ruandês-britânico.
  - Vincent Martella, ator estadunidense.
- 1993
  - Jean Mota, futebolista brasileiro.
  - Víctor Cantillo, futebolista colombiano.
- 1994
  - Sebastián Yatra, cantor, compositor e produtor musical colombiano.
  - Bianca Andrade, YouTuber, empresária e atriz brasileira.
- 1995 — Billy Unger, ator estadunidense.
- 1996
  - Charly Musonda, futebolista belga.
  - Marina Moschen, atriz brasileira.
  - Grace Van Dien, atriz norte-americana.
- 1998
  - Gaab, cantor e compositor brasileiro.
  - Miguel Arraes, ator brasileiro.
- 1999
  - Bailee Madison, atriz estadunidense.
  - Ben Woodburn, futebolista britânico.

### Século XXI
- 2001 — Heeseung, cantor e dançarino sul-coreano.
- 2003 — Stefany Vaz, atriz, cantora e missionária brasileira.
- 2005 — Cristiano, Príncipe Herdeiro da Dinamarca.

## Mortes

### Anteriores ao século XIX
- 0412 — Teófilo I de Alexandria (n. ?).
- 0892 — Almutâmide, califa abássida (n. 844).
- 0898 — Lamberto II de Espoleto, imperador do Sacro Império Romano (n. 876).
- 0912 — Abdalá I de Córdova (n. 842).
- 0954 — Suniário I de Barcelona (n. 889).
- 0958 — Toda Aznares, rainha de Pamplona (n. 876).
- 0961 — Abderramão III, emir de Córdova (n. 889).
- 1002 — Henrique I da Borgonha (n. 946).
- 1080 — Rodolfo da Suábia (n. 1025).
- 1173 — Petronila de Aragão, rainha soberana de Aragão (n. 1136).
- 1243 — Edviges da Silésia, santa polonesa (n. 1174).
- 1389 — Papa Urbano VI (n. 1318).
- 1404 — Maria de França, Duquesa de Bar (n. 1344).
- 1422 — Gonçalo de Lagos, beato português (n. 1360).
- 1538 — Germana de Foix, princesa da França (n. 1490).
- 1586 — Isabel da Dinamarca, duquesa de Mecklemburgo-Güstrow (n. 1524).
- 1638 — Christopher Beeston, ator e empresário teatral inglês (n. 1579).
- 1654 — Andreas Vesalius, médico e anatomista belga (n. 1514).
- 1690 — Juan de Valdés Leal, pintor e gravador espanhol (n. 1622.
- 1767 — Maria Josefa da Áustria (n. 1751).
- 1776 — John Ellis, naturalista irlandês (n. 1714).

### Século XIX
- 1808 — James Anderson de Hermiston, agriculturalista, jornalista e economista britânico (n. 1739).
- 1838 — Letitia Elizabeth Landon, poetisa e romancista britânica (n. 1802).
- 1900 — Zdeněk Fibich, compositor tcheco (n. 1850).

### Século XX
- 1917 — Mata Hari, dançarina neerlandesa (n. 1876).
- 1937 — José Marcondes Homem de Melo, bispo brasileiro (n. 1860).
- 1946 — Hermann Göring, militar e político alemão (n. 1893).
- 1964
  - Cole Porter, músico norte-americano (n. 1891).
  - Antônio Maria, compositor, poeta e jornalista brasileiro (n. 1921).
- 1969 — Abdirashid Ali Shermarke, político somali (n. 1919).
- 1980 — Pedro da Grécia e Dinamarca (n. 1908).
- 1987 — Thomas Sankara, político e militar burquinês (n. 1949).
- 1990
  - Wilhelm Magnus, matemático alemão (n. 1907).
  - Delphine Seyrig, atriz francêsa (n. 1932).
  - Helen Bray, atriz norte-americana (n. 1889).
- 1993 — Tião Carreiro, cantor e instrumentista brasileiro (n. 1934).
- 1996 — Robert F. Williams, autor estadunidense (n. 1925).
- 1999 — Terry Gilkyson, cantor e compositor norte-americano (n. 1916).
- 2000 — Konrad Bloch, bioquímico alemão (n. 1912).

### Século XXI
- 2001 — Zhang Xueliang, militar chinês (n. 1901).
- 2005 — Jody Dobrowski (n. 1981), gerente assistente de bar inglês assassinado.
- 2009 — Emil Rached, basquetebolista brasileiro (n. 1943).
- 2010 — Johnny Sheffield, ator norte-americano (m. 1931).
- 2013 — Bruno Metsu, futebolista e treinador de futebol francês (m. 1954).
- 2014 — Giovanni Reale, filósofo italiano (m. 1931).
- 2015 — Carlos Brilhante Ustra, militar brasileiro (n. 1932).
- 2017 — Choirul Huda, futebolista indonésio (n. 1979).
- 2018 — Paul Allen, empresário e filantropo norte-americano (n. 1953).
- 2022 — Ruth Rita, modelo portuguesa (n. 1972).

## Feriados e eventos cíclicos

### Mundo
- Dia Internacional das Mulheres Rurais
- Dia Mundial da Lavagem das Mãos

### Brasil
- Dia Nacional do Professor
- Dia do Técnico em Administração
- Dia do Educador Ambiental
- Aniversário de Currais Novos, Rio Grande do Norte
- Aniversário de Boa Esperança, Minas Gerais
- Aniversário de Alfenas, Minas Gerais
- Feriado municipal em Teresópolis, Rio de Janeiro (Santa Tereza)

### Santos cristãos
- Bruno de Querfurt
- Teresa de Ávila

## Outros calendários
- No calendário romano era o dia dos idos de outubro.
- No calendário litúrgico tem a letra dominical A para o dia da semana.
- No calendário gregoriano a epacta do dia é viii.